# Euphyia regressaria
Euphyia regressaria är en fjärilsart som beskrevs av Fuchs 1914. Euphyia regressaria ingår i släktet Euphyia och familjen mätare. Inga underarter finns listade i Catalogue of Life.